# Co-Ed Confidential
Co-Ed Confidential – amerykański serial erotyczny z elementami komedii emitowany na antenie stacji Cinemax w latach 2007–2010.

## Produkcja
Serial miał swoją premierę w 2007 roku i liczył cztery sezony składające się w sumie z 52 odcinki i sześć kompilacji. Premiera czwartego sezonu miała miejsce 1 czerwca 2010 roku, a finał serialu wyemitowano 27 sierpnia tego roku. 23 lipca 2014 roku wyemitowano wywiad po latach z aktorami serialu z udziałem Michelle Maylene, Brada Bufandy i Andre Boyera.

## Fabuła
Serial opowiada o grupce studentów amerykańskiego koledżu i ich erotycznych przygodach. Dziekan ds. studentów zamyka słynący z głośnych imprez dom schadzek nazywany Omega House. Budynek zostaje następnie przekształcony w koedukacyjny akademik dla czterech pierwszych roczników nadzorowany przez absolwentkę Ophelię (Hannah Harper) i jej chłopaka, Jamesa (Kevin Patrick), byłego zarządcę Omega House. Wkrótce w akademiku zamieszkują: żartowniś Freddy (Andre Boyer), imprezowiczka Karen (Michelle Maylene), Lisa, która zaczyna studia jako dziewica (Sandra Luesse) i sympatyczny Meksykanin Jose (Oskar Rodriguez).

## Odbiór i recenzje
Serial został dobrze oceniony w serwisie IMDb. Widzowie chwalili produkcję za dobry scenariusz i dialogi jak na serial erotyczny. Uważa się, że Co-Ed Confidential jest pierwszą tego typu hybrydą serialu erotycznego i komediowego.

## Obsada
- Michelle Maylene – Karen (sezony 1–4)
- Brad Bufanda – Larry (sezony 2–4)
- Hannah Harper – Ophelia (sezony 1–3)
- Kevin Patrick – James (sezony 1–4)
- Andre Boyer – Freddy (sezon 1)
- Brandon Ruckdashel – Zach (sezony 3 i 4)
- Sandra Luesse – Lisa (sezon 1)
- Oskar Rodriguez – Jose (sezon 1)
- Kelli McCarty – Phyllicia (sezon 4)
- Charmane Star – Erin (sezony 3 i 4)
- Aurora Snow – Lacey (sezony 1, 2 i 4)
- Sydnee Steele – macocha Karen (sezony 1–4)
- Kaylani Lei – Minx (sezony 2–4)
- Randy Spears – ojciec Karen (sezony 2–4)
- Sunny Leone – striptizerka (sezon 1)
- Brooke Haven – striptizerka (sezon 2)
- Dena Kollar – Layla (sezony 3 i 4)
- Leigh Livingston – Ciara (sezon 2 i 4)
- Daisy Marie – Sophie (sezon 2)
- Mia Presley – Lodowa Księżniczka (sezony 3 i 4)
- Jennifer Dark – Olga (sezon 4)
- Adam Trahan – Cooper (sezon 2)
- Olivia Alaina May – Emmanuelle/Emily (sezon 2)
- Stephen Hansen – Guillermo (sezon 2)

## Spis odcinków

### Sezon 1 (2007–2008)
| Nr odcinka | Nr w sezonie | Tytuł               | Reżyseria      | Scenariusz     | Data premiery     |
| ---------- | ------------ | ------------------- | -------------- | -------------- | ----------------- |
| 1          | 1            | The First Time      | Demitri Nessun | Dallas Pope    | 2 listopada 2007  |
| 2          | 2            | What a Rush         | zespół twórców | zespół twórców | 9 listopada 2007  |
| 3          | 3            | Of Co-ed Bondage    | zespół twórców | zespół twórców | 17 listopada 2007 |
| 4          | 4            | Breaking Up         | Demitri Nessun | Jodie Miller   | 24 listopada 2007 |
| 5          | 5            | Clothing Optional   | zespół twórców | zespół twórców | 30 listopada 2007 |
| 6          | 6            | I Never             | zespół twórców | zespół twórców | 7 grudnia 2007    |
| 7          | 7            | Blind Date          | zespół twórców | zespół twórców | 15 grudnia 2007   |
| 8          | 8            | The Intervention    | zespół twórców | zespół twórców | 21 grudnia 2007   |
| 9          | 9            | The Climax Killer   | Demitri Nessun | Jodie Miller   | 28 grudnia 2007   |
| 10         | 10           | When Virgins Attack | Demitri Nessun | Ellis Walker   | 4 stycznia 2008   |
| 11         | 11           | I Don't             | zespół twórców | zespół twórców | 11 stycznia 2008  |
| 12         | 12           | Butt Naked          | zespół twórców | zespół twórców | 18 stycznia 2008  |
| 13         | 13           | Happy Endings       | Demitri Nessun | Ellis Walker   | 25 stycznia 2008  |

### Sezon 2 (2008)
| Nr odcinka | Nr w sezonie | Tytuł              | Reżyseria    | Scenariusz  | Data premiery    |
| ---------- | ------------ | ------------------ | ------------ | ----------- | ---------------- |
| 14         | 1            | Welcome Back       | Roy Krugrant | Jodi Miller | 12 czerwca 2008  |
| 15         | 2            | Undecided          | Roy Krugrant | Dallas Pope | 15 czerwca 2008  |
| 16         | 3            | French Style       | Roy Krugrant | Jodi Miller | 27 czerwca 2008  |
| 17         | 4            | The Huntis On      | Roy Krugrant | Dallas Pope | 4 lipca 2008     |
| 18         | 5            | Rolling Royce      | Roy Krugrant | Jodi Miller | 11 lipca 2008    |
| 19         | 6            | Star Whores        | Roy Krugrant | Dallas Pope | 18 lipca 2008    |
| 20         | 7            | The Truth Will Out | Roy Krugrant | Jodi Miller | 25 lipca 2008    |
| 21         | 8            | Educating Larry    | Roy Krugrant | Jodi Miller | 1 sierpnia 2008  |
| 22         | 9            | Splitsville        | Roy Krugrant | Jodi Miller | 8 sierpnia 2008  |
| 23         | 10           | Forget to Remember | Roy Krugrant | Dallas Pope | 15 sierpnia 2008 |
| 24         | 11           | The Bachelor Party | Roy Krugrant | Dallas Pope | 22 sierpnia 2008 |
| 25         | 12           | Cold Feet          | Roy Krugrant | Jodi Miller | 29 sierpnia 2008 |
| 26         | 13           | I Do, Do I?        | Roy Krugrant | Jodi Miller | 5 września 2008  |

### Sezon 3 (2009)
| Nr odcinka | Nr w sezonie | Tytuł                        | Reżyseria      | Scenariusz     | Data premiery    |
| ---------- | ------------ | ---------------------------- | -------------- | -------------- | ---------------- |
| 27         | 1            | Fact vs. Fiction             | Issac Dovidad  | Theodore Logan | 3 kwietnia 2009  |
| 28         | 2            | Spring Breakup               | zespół twórców | zespół twórców | 10 kwietnia 2009 |
| 29         | 3            | Girls Gone Mild              | zespół twórców | zespół twórców | 17 kwietnia 2009 |
| 30         | 4            | The Dumbest Guy in the World | zespół twórców | zespół twórców | 24 kwietnia 2009 |
| 31         | 5            | The Power of Suggestion      | zespół twórców | zespół twórców | 1 maja 2009      |
| 32         | 6            | AnIll Wind Blows             | zespół twórców | zespół twórców | 8 maja 2009      |
| 33         | 7            | The Wet and the Wild         | zespół twórców | zespół twórców | 15 maja 2009     |
| 34         | 8            | Three Days of the Cougar     | zespół twórców | zespół twórców | 22 maja 2009     |
| 35         | 9            | Riding the Air Waves         | zespół twórców | zespół twórców | 29 maja 2009     |
| 36         | 10           | Got Balls                    | zespół twórców | zespół twórców | 5 czerwca 2009   |
| 37         | 11           | Blast From the Past          | zespół twórców | zespół twórców | 12 czerwca 2009  |
| 38         | 12           | Let the Games Begin          | zespół twórców | zespół twórców | 19 czerwca 2009  |
| 39         | 13           | It Ain'tOverTilIt'sOver      | zespół twórców | zespół twórców | 26 czerwca 2009  |

### Sezon 4 (2010)
| Nr odcinka | Nr w sezonie | Tytuł                        | Reżyseria      | Scenariusz     | Data premiery    |
| ---------- | ------------ | ---------------------------- | -------------- | -------------- | ---------------- |
| 40         | 1            | Staying Power                | zespół twórców | zespół twórców | 4 czerwca 2010   |
| 41         | 2            | After Party Girl             | zespół twórców | zespół twórców | 11 czerwca 2010  |
| 42         | 3            | Finding Mr. Right Now        | zespół twórców | zespół twórców | 18 czerwca 2010  |
| 43         | 4            | Hot for Teacher              | zespół twórców | zespół twórców | 25 czerwca 2010  |
| 44         | 5            | How Minx Got Her Groove Back | zespół twórców | zespół twórców | 2 lipca 2010     |
| 45         | 6            | Girls in Love                | zespół twórców | zespół twórców | 10 lipca 2010    |
| 46         | 7            | Let Me Seduce You            | zespół twórców | zespół twórców | 16 lipca 2010    |
| 47         | 8            | Come As You Are              | zespół twórców | zespół twórców | 23 lipca 2010    |
| 48         | 9            | SI Coed                      | zespół twórców | zespół twórców | 30 lipca 2010    |
| 49         | 10           | It's Not What It Looks Like  | zespół twórców | zespół twórców | 7 sierpnia 2010  |
| 50         | 11           | Future Sex                   | zespół twórców | zespół twórców | 13 sierpnia 2010 |
| 51         | 12           | Performance Anxiety          | zespół twórców | zespół twórców | 21 sierpnia 2010 |
| 52         | 13           | The Last Hurrah              | zespół twórców | zespół twórców | 27 sierpnia 2010 |